# Arturo Abella Rodríguez
Arturo Abella Rodríguez (Bogotá, 18 de octubre de 1915-Bogotá, 18 de febrero de 2006) fue un periodista, escritor e historiador colombiano, conocido por su estudio sociológico El florero de Llorente. 
Dirigió distintos medios de comunicación, tanto televisivos, como radiales y escritos. Así pues, dirigió de 1961 a 1967, el periódico El Siglo (actualmente, El Nuevo Siglo), en 1951 la Radiodifusora Nacional de Colombia y en 1952 la RCN. En televisión, dirigió y presentó Telediario 7, El día histórico y Aquí Bogotá.
Fue miembro de la Academia Colombiana de Historia y de la Academia Colombiana de la Lengua.

## Periodismo
Prensa
Durante 59 años trabajó en el diario El Siglo, hoy llamado El Nuevo Siglo, y de 1961 a 1967 fue su director, además de jefe de redacción y columnista. En el diario El Colombiano tuvo una columna semanal de opinión titulada Aquí Bogotá. También fue columnista del periódico El Tiempo.
Radio
Periodista en la emisora La Voz de Colombia. En 1951 fue director de la Radiodifusora Nacional de Colombia y en 1952 dirigió RCN. En 1968 tenía un radio-periódico llamado Rueda libre. En 1981 trabajó en la cadena radial Todelar.
Televisión
Fue un gran innovador en los informativos de televisión. Dirigió y presentó Telediario 7 en punto durante diecisiete años, y allí hizo célebre su frase "según fuentes de alta fidelidad, les puedo contar que...". La primera emisión fue en 1970 y, cuando paso al horario de 12:30 p. m. a 1:00 p. m., cambió su nombre a Telediario. En 1980 se convertiría en uno de los primeros programas de televisión en ser emitidos en color. En 1964, junto a Abelardo Forero Benavides, presenta el programa Debates. En 1965 dirige y presenta El día histórico y Aquí Bogotá. En 1968 colabora como comentarista en el Noticiero Telebogotá, del canal local de televisión TV 9 Tele–Bogotá, más conocido como Teletigre.
En sus últimas apariciones en Televisión, Arturo Abella participó en un micro-programa de un minuto de lunes a viernes, lanzado en noviembre de 1995, cuando se renombra al Canal 3 de Inravisión como Señal Colombia, llamado "No Diga... Mejor Diga", que consistía en dar a entender las formas incorrectas y las correctas de decir palabras o expresiones idiomáticas de la lengua española, así como el uso de los colombianismos.

## Obras
- Biografía de Núñez (1945)
- Entrevista con España (1952)
- Biografía de Melo (1957)
- El florero de Llorente (1960)
- Don dinero en la Independencia (1966)
- Así fue el 9 de abril (1973)
- Así fue el 13 de junio (1973)
- Faldas pero también sotanas en la Regeneración (1986)
- Sangre y misterios de la Plaza de Bolívar (1987)
- Grandes metidas de pata en la historia de Colombia (1966)
- Biografía de Laureano Gómez (2000)

## Premios
- Mención especial en los premios Nemqueteba (1965, por el  programa de televisión El día histórico y sus intervenciones en Debates R.T.I.).
- Medalla al Mérito de las Comunicaciones Manuel Murillo Toro (1994, en el cuadragésimo aniversario de la Televisión en Colombia, otorgada por el Gobierno Nacional a través del Ministerio de Comunicaciones).